# سی/۱۹۹۹ اف۱ (کاتالینا)
سی/۱۹۹۹ اف۱ (کاتالینا) (انگلیسی: C/1999 F1) یکی از طولانی مدت‌ترین دنباله‌دارهای شناخته‌شده‌است که در ۲۳ مارس ۱۹۹۹ میلادی توسط دیده‌بان نقشه‌برداری آسمانی کاتالینا کشف شد.
منحنی مشاهده‌ای (رصد) این دنباله‌دار ۲٬۳۶۰ روز است که اجازهٔ محاسبهٔ دقیق مدار آن را می‌دهد. این دنباله‌دار که در اوت ۲۰۱۷ به نزدیک‌ترین فاصله‌اش به نپتون رسید پس از پشتِ سرگذاشتنِ اوج خورشیدی خود در فاصلهٔ ۶۶٬۶۰۰ واحد نجومی (۱٫۰۵ سال نوری)، در حدود ۶ میلیون سال دیگر مجدداً به منظومه شمسی درونی بازخواهد گشت.